# RMS Empress of Ireland
L'RMS Empress of Ireland (in italiano "Imperatrice d'Irlanda") è stato un piroscafo inglese affondato il 29 maggio 1914 alle 01.20 del mattino nel golfo del fiume San Lorenzo dopo la collisione con una nave da carico norvegese, la SS Storstad. Nell'incidente morirono 1.012 persone, fra cui numerosi italiani.

## La nave
Commissionata dalla CPL (Canadian Pacific Line) per la rotta transatlantica tra Québec (Canada) e Regno Unito fu varata il 26 gennaio 1906. La nave era lunga 174 m, larga 20,1 m, con una Stazza Lorda di 14.191 tonnellate, essa poteva ospitare 1.580 tra passeggeri e personale di bordo.
Insieme alla nave sorella Empress of Britain era una nave passeggeri tra le più grandi e veloci sulla rotta settentrionale.

## L'affondamento
L'RMS Empress of Ireland partiva dal porto di Québec City alle 16.30 (ora locale) del 28 maggio 1914 con 1.477 persone a bordo per far rotta su Liverpool (Inghilterra).
Intorno alle 01.00 del mattino la vedetta segnalava la presenza di un'altra nave che procedeva in senso contrario sulla medesima rotta, la nave da carico norvegese SS Storstad. Il comandante Henry Kendall dell'Empress of Ireland inviava segnali con la sirena alla Storstad per avvertire quest'ultima della propria presenza.
La Storstad rispondeva al segnale informando che avrebbe continuato ad avanzare sulla medesima propria rotta. Le due navi avrebbero dovuto passarsi fianco a fianco senza problemi, ma improvvisamente un banco di nebbia avvolgeva la Storsad e a quel punto il comandante dell'Empress continuava ad inviare segnali acustici.
Poco dopo la vedetta della nave inglese vide la Storstad emergere dalla nebbia, in rotta di collisione. Il comandante della Empress ordinò di virare a sinistra e motori avanti tutta, per cercare di evitare l'impatto. Ma inutilmente: la Storstad entrava in collisione con la Empress infilandosi con la propria prua nel fianco destro del transatlantico per ben sette metri fin sotto la linea di galleggiamento. Dopo l'impatto la Storstad, con i motori indietro tutta, si disincagliava, mentre la Empress continuando ad imbarcare acqua si capovolgeva su un fianco.
La Storstad nel frattempo prestava soccorso calando in mare sette scialuppe e soccorrendo 485 persone. Tuttavia 20 di loro moriranno di ipotermia. 
Ai soccorsi partecipò anche un'altra nave, la SS Lady Evelyn.

## La tragedia marittima in cifre
- partenza: porto di Québec City: 28 maggio 1914;
- numero dei passeggeri del transatlantico: 1.477 persone
- collisione: dopo 9 ore e 42 minuti, alle 01:20 del 29 maggio 1914;
- inabissamento: avvenuto in appena 14 minuti;
- vittime: 1.012 persone muoiono subito annegate, fra cui 134 bambini;
- superstiti: sono 465 i sopravvissuti al naufragio, di cui soltanto 4 bambini su 138;
- tempo d'esposizione alle gelide acque fluviali: tra le 24 e le 48 ore prima di essere ripescati e tratti a riva.

Dei circa 20 naufraghi di nazionalità italiana, 19 erano umbro-marchigiani: 11 vittime di Sassoferrato (An) e 5 di Costacciaro (Pg):
Sassoferrato: Luciano Bellucci (33); Sante Bellucci; Nazzareno Biondi (24); Francesco Dellamorte (34); Luigi Minardi (20); Lorenzo Piermattei, (19); Adele Vagni (10); Ameriga Vagni; Amerigo Vagni; Angelo Vagni (44); Luigi Vagni.
Costacciaro: Giovanni Bucciarelli (52); Davide Fabbri; Giuseppe Marini (33); Cesare Pompei (28); Aurelio Sagrafena (30).
Sopravvissuti tra Marche ed Umbria (due di Costacciaro, uno di Sassoferrato e due della provincia di Milano): Nazzareno Lupini, Paolo Morelli e Domenico Pierpaoli, nonché Egildo e Carolina Braga.